# Грейф, Борис де
Борис де Грейф (исп. Boris de Greiff; 13 февраля 1930, Медельин — 31 октября 2011, Богота) — колумбийский шахматист, международный мастер (1957).
Чемпион Колумбии 1951 года.
В составе национальной сборной участник 9-и Олимпиад (1954—1958, 1966, 1970—1978). Участник межзонального турнира в Портороже (1958) — 20-е место.

## Изменения рейтинга
| Графики недоступны из-за технических проблем. См. информацию на Фабрикаторе и на mediawiki.org. |